# Terry Norris
Terry Norris (* 17. Juni 1967 als Terry Wayne Norris in Lubbock, Texas) ist ein ehemaliger US-amerikanischer Boxer. Er war im Laufe seiner Profikarriere, welche von 1986 bis 1998 andauerte, dreimaliger WBC-Weltmeister und auch IBF-Weltmeister im Halbmittelgewicht. 2005 fand er Aufnahme in die International Boxing Hall of Fame.
Er ist der jüngere Bruder des ehemaligen Weltmeisters im Cruisergewicht, Orlin Norris.

## Laufbahn
Terry Norris wechselte 1986 nach 295 Amateurkämpfen in das Profilager. Am 31. März 1990 gewann er in Tampa mit einem K.-o.-Sieg in Runde 1 gegen John Mugabi (Bilanz: 36-2) den WBC-Weltmeistertitel im Halbmittelgewicht, wobei der Kampfausgang zum Ring Magazine Knockout des Jahres gewählt wurde. Norris hatte bis dahin 24 Siege (u. a. gegen Jorge Vaca, Buster Drayton, Steve Little und Quincy Taylor) sowie 3 Niederlagen (u. a. gegen Julian Jackson beim Kampf um den WBA-Titel am 30. Juli 1989) vorzuweisen und war von der WBC auf Platz 5 geführt worden.
Im Anschluss an den WBC-Titelgewinn konnte er den Gürtel zehnmal verteidigen:
- am 13. Juli 1990 in Annecy durch einstimmigen Punktsieg gegen René Jacquot (26-10)[5]
- am 9. Februar 1991 in New York City durch einstimmigen Punktsieg gegen Sugar Ray Leonard (36-1)[6]
- am 1. Juni 1991 in Palm Springs durch K.o. in Runde 8 gegen Donald Curry (33-4)[7]
- am 17. August 1991 in San Diego durch TKO in Runde 1 gegen Brett Lally (29-5)[8]
- am 13. Dezember 1991 in Paris durch einstimmigen Punktsieg gegen Jorge Castro (67-2)[9]
- am 22. Februar 1992 in San Diego durch TKO in Runde 9 gegen Carl Daniels (26-0)[10]
- am 9. Mai 1992 in Las Vegas durch TKO in Runde 4 gegen Meldrick Taylor (29-1)[11]
- am 20. Februar 1992 in Mexiko-Stadt durch TKO in Runde 2 gegen Maurice Blocker (34-2)[12]
- am 19. Juni 1993 in San Diego durch TKO in Runde 3 gegen Troy Waters (20-2)[13]
- am 10. September 1993 in San Antonio durch TKO in Runde 1 gegen Joe Gatti (20-2)[14]

In seiner elften Titelverteidigung, am 18. Dezember 1993 in Puebla, verlor er durch K. o. in der vierten Runde gegen Simon Brown (39-2), gewann jedoch am 7. Mai 1994 den Titel-Rückkampf gegen Brown (41-2) in Las Vegas durch einstimmige Entscheidung.
Den zurückgewonnen Titel verlor er in der ersten Verteidigung am 12. November 1994 in Mexiko-Stadt durch Disqualifikation in der fünften Runde an Luis Santana (38-15), nachdem Norris den Dominikaner durch einen illegalen Schlag auf den Hinterkopf getroffen hatte. Der Rückkampf der beiden Boxer am 8. April 1995 in Las Vegas endete erneut mit einer Disqualifikation von Norris, nachdem dieser seinen Kontrahenten nach dem Gong der dritten Runde noch mit einem Schlag getroffen hatte. Zu einem dritten Kampf zwischen Norris und Santana kam es dann am 19. August 1995 in Las Vegas, wobei diesmal Norris seinen Gegner nach mehreren Niederschlägen durch TKO in Runde 2 bezwang und damit zum dritten Mal den WBC-Titel errang.
Nach einer Verteidigung am 16. September 1995 in Las Vegas durch TKO in Runde 9 gegen David González (40-4), gewann er am 16. Dezember 1995 in Philadelphia eine Titel-Vereinigung durch einstimmige Punktentscheidung gegen den IBF-Weltmeister Paul Vaden (24-0).
Beide Gürtel verteidigte er anschließend viermal in Folge:
- am 27. Januar 1996 in Phoenix durch TKO in Runde 2 gegen Jorge Vado (13-0)[22]
- am 24. Februar 1996 in Richmond durch TKO in Runde 8 gegen Vincent Pettway (38-5)[23]
- am 7. September 1996 in Las Vegas durch TKO in Runde 5 gegen Alex Rios (18-2)[24]
- am 11. Januar 1997 in Nashville durch TKO in Runde 10 gegen Nick Rupa (26-4)[25]

Im März 1997 legte er dann seinen IBF-Titel nieder und bestritt am 6. Dezember 1997 in Atlantic City die inzwischen 7. Verteidigung seines WBC-Titels, wobei er durch TKO in Runde 9 gegen Keith Mullings (14-4) verlor. Seinen letzten Kampf bestritt er am 30. November 1998 in Paris um den WBA-Weltmeistertitel im Halbmittelgewicht und verlor durch TKO in der neunten Runde gegen Laurent Boudouani (37-2).

## Nach dem Boxen
Norris lebt mit seiner Frau Tanya in Los Angeles, das Paar hat sieben Kinder. Sie leiten das Trainingsprogramm World Champion Cardio in einem Fitnessstudio in Kalifornien und sind Gründer der Stiftung „The Final Fight“ zur Verhinderung bzw. Behandlung von Dementia Pugilistica bei aktiven und ehemaligen Boxsportlern.